# Siniloan
Siniloan es un municipio filipino de segunda clase, perteneciente a la provincia de La Laguna, en la región de Calabarzon.

## Historia
Hacia mediados del siglo XIX, el lugar, ya por entonces perteneciente a la provincia de La Laguna, tenía contabilizada una población de 5885 habitantes, repartidos en 9482 casas. Aparece descrito en el segundo volumen del Diccionario geográfico, estadístico, histórico de las Islas Filipinas (1851) de Manuel Buzeta Núñez y Felipe Bravo con las siguientes palabras:

SINILOAN: pueblo con cura y gobernadorcillo en la isla de Luzon, prov. de la Laguna, arz. de Manila, sit. en los 125° 10' 30" long. 14° 24' 40" lat., á la orilla derecha de un rio, en terr. llano y clima saludable y templado. Tiene 9,482 casas, la parroquial, la de comunidad donde está la cárcel, y la iglesia que es de mediana fábrica y la sirve un cura regular. Hay una escuela de instruccion primaria, cuyo maestro tiene una asignacion, la cual varía segun el número de alumnos, siendo pagada esta asignacion de los fondos de comunidad. Hay tambien un cementerio y caminos no muy buenos. Confina el térm. por N. O. con el de Santa Maria distante 2 leg., por O. con el de Mabitac á ¾ id., por S. S. O. con el de Pangil á ½ id., por S. con el de Paquil á ¾ id. y por E. con el mar. Riega el terr. que es bastante montuoso, ademas del rio mencionado que desagua en la laguna, el de Quingabijan que tiene su orígen en la cordillera que baja del N., siendo ramificacion de la gran cordillera ó sierra Madre y que continúa hasta la provincia de Tayabas; este rio que es de corto curso, desagua en el mar, como otros varios de la jurisdiccion de este pueblo, por la costa oriental de la provincia. En los montes se crian buenas maderas, muchas clases de cañas, abundante caza, y se coge tambien alguna miel y cera. Prod. arroz, maiz, caña dulce, legumbres, ajonjolí, café, pimienta, algodon y frutas: ind., la agricultura es la ocupacion principal de los naturales, y la de las mugeres es la fabricacion de telas de algodon y abacá, otros se dedican al beneficio de la caña dulce, y algunos en la pesca: pobl. 5,885 almas, y en 1845 pagaba 1,199 trib. que hacen 11,990 rs. plata.
(Buzeta y Bravo, 1851, p. 430)

En 2020, tenía censados 39 460 habitantes.